# Love Loop
LOVE LOOP – czwarty japoński minialbum południowokoreańskiej grupy Got7, wydany 31 lipca 2019 roku przez Epic Records. Ukazał się w ośmiu edycjach: jednej regularnej (CD) i 7 limitowanych (A–G). 18 grudnia 2019 roku ukazała się reedycja płyty pt. LOVE LOOP ~Sing for U Special Edition~, w wersji regularnej i limitowanej. Zawierała dodatkowy utwór „Sing for U”.
Album osiągnął 2 pozycję w rankingu Oricon i pozostał na liście przez 4 tygodnie, sprzedał się w nakładzie 49 753 egzemplarzy.

## Lista utworów

### LOVE LOOP
| CD (wer. regularna / Type A) | CD (wer. regularna / Type A) | CD (wer. regularna / Type A) |
| Nr                           | Tytuł utworu                 | Długość                      |
| ---------------------------- | ---------------------------- | ---------------------------- |
| 1.                           | „LOVE LOOP”                  | 3:42                         |
| 2.                           | „YOUR SPACE”                 | 3:18                         |
| 3.                           | „Bibōroku” (kor. 備忘録)     |                              |

| CD (Type B–G) | CD (Type B–G)            | CD (Type B–G) |
| Nr            | Tytuł utworu             | Długość       |
| ------------- | ------------------------ | ------------- |
| 1.            | „LOVE LOOP”              | 3:42          |
| 2.            | „YOUR SPACE”             | 3:18          |
| 3.            | „Bibōroku” (kor. 備忘録) |               |

| DVD (Type A) | DVD (Type A)                              | DVD (Type A) |
| Nr           | Tytuł utworu                              | Długość      |
| ------------ | ----------------------------------------- | ------------ |
| 1.           | „LOVE LOOP” (MUSIC VIDEO (Original ver.)) |              |
| 2.           | „LOVE LOOP” (MUSIC VIDEO (Dance ver.))    |              |
| 3.           | „LOVE LOOP” (making movie)                |              |

### Sing for U Special Edition
| CD (wer. regularna / Type A) | CD (wer. regularna / Type A) | CD (wer. regularna / Type A) |
| Nr                           | Tytuł utworu                 | Długość                      |
| ---------------------------- | ---------------------------- | ---------------------------- |
| 1.                           | „Sing for U”                 |                              |
| 2.                           | „LOVE LOOP”                  | 3:42                         |
| 3.                           | „YOUR SPACE”                 | 3:18                         |
| 4.                           | „Bibōroku” (kor. 備忘録)     |                              |

| DVD | DVD                                        | DVD     |
| Nr  | Tytuł utworu                               | Długość |
| --- | ------------------------------------------ | ------- |
| 1.  | „Sing for U” (MUSIC VIDEO (Original ver.)) |         |
| 2.  | „Sing for U” (MUSIC VIDEO (Dance ver.))    |         |
| 3.  | „Sing for U” (making movie)                |         |

## Notowania
| Lista                       | Pozycja |
| --------------------------- | ------- |
| Oricon Weekly Singles Chart | 2       |
| Billboard Japan Hot Albums  | 3       |